# 熊出没之探险日记
《熊出沒之探險日記》是由深圳華強數字動漫有限公司出品的一部面向6-12歲少兒的動畫片。屬於動畫系列《熊出沒》。已於2017年12月1日在中央電視台少兒頻道播放完結。适合6~12岁少年/儿童观看。

## 剧情
夏季休林，光头强转行做起了导游，可是刚上岗的他却屡屡挫败即将再度失业，正当光头强迷茫时，一个叫赵琳的小女孩请他做导游，帮助寻找儿时消失的伙伴东北虎虎妞，而熊大熊二误打误撞也加入其中，由此四人开启了一场欢乐而艰辛的奇妙探险。

## 收视纪录
《熊出沒之探險日記》电视动画片收视榜第一名

### 中央電視台少兒頻道收视纪录：
- 11月29日—— 3.36%
- 11月30日—— 3.71%
- 12月1日，《熊出沒之探險日記》以 4.347% 的收视率创下中央电视台少儿频道最高收视纪录[2]

## 动画角色
| 角色   | 大陆配音 | 备注 |
| 熊大   | 张伟     | 睿智有主见 |
| 熊二   | 张秉君   | 贪吃贪睡，傻乎乎 |
| 光头强 | 谭笑     | 聪明无比，擅长机械制造与修理，在这一季中，光头强跳槽当导游，带领着探险队进行了一次别开生面的探险之旅。                           |
| 赵琳   | 张茗     | 是老赵头的侄女，也是本季新加入的角色。她活泼阳光，古灵精怪，充满活力，总能让团队充满活力。赵琳的加入使这段冒险旅程更加刺激精彩。 |
| 老赵头 | -        | 是赵琳的大伯，喜欢喝酒，还很唠叨                                                                                                 |
| 大马猴 | 周子瑜   | 反派角色，搭档二狗。在本季中为了利益想抓住虎妞，和探险队发生的一系列矛盾，使剧情更加跌宕起伏。                                   |
| 二狗   | 马浩伦   | 反派角色，搭档大马猴。在本季中和大马猴一起抓虎妞。                                                                               |
| 蹦蹦   | 李密思   | 一只松鼠，过分胆小而敏感。 |
| 毛毛   | 周子瑜   | 一只猴子，吉吉的跟班。 |
| 涂涂   | 萬丹青   | 一只猫头鹰，很健忘。 |
| 吉吉   | 陳光     | 一只猴子，自称为丛林的国王。 |
| 萝卜头 | 孟雨田   | 丛林里的一只地鼠。 |
| 肥波   | 陈光     | 一只野貓，是光头强的宠物。 |
| 李老板 | 張偉     | 光头强曾经的老板，但因光头强转行当导游，在赵琳言语的感化下，于本季第15集向李老板辞职，追求自己的梦想。                           |

## 发行时间

### 首播頻道-中央电视台少儿频道
《熊出沒之探險日記》已在中央电视台少儿频道正式于2017年11月28日晚18:00至21:00的动画大放映首播并从次日起每日的17:00至21:00播出
已于2017年12月1日在中央电视台少儿频道播放完结

### 澳視澳門台
从2020年2月17日起逢星期一至四早上9:05至到10:00播出4集

### 网络更新
从2017年11月29日起每天16:00播出2集

## 樂曲

### 主題曲
| 主题曲 | 《勇往直前》 |
| 片头曲 | 《勇往直前》 |
| 作词   | 林少英       |
| 作曲   | 李智平       |
| 编曲   | 金大洲       |
| 演唱   | 洪辰         |

### 片尾曲
| 插曲     | 《森林时光》 |
| 歌曲语言 | 普通話       |
| 作曲     | 向荣         |
| 编曲     | 向荣         |
| 作词     | 向荣 崔铁志  |
| 演唱     | 罗高丞       |

### 插曲
| 插曲     | 《看看世界有多大》 |
| 歌曲语言 | 普通話             |
| 作词     | 崔铁志 戴悫 万秦   |
| 编曲     | 李智平 向荣        |
| 谱曲     | 李智平             |
| 打击乐   | 赵丹               |
| 作曲     | 李智平             |
| 原唱     | 张汝柯 赵肖宇      |

## 职员表
片头工作人员表
- 出品人：刘道强
- 总导演：丁亮
- 制片人：尚琳琳、陈辉、李小虹
- 执行制片：万丹青
- 监督：刘艳娟、林永长、王强、彭慧东
- 导演：李宁、袁惠芬
- 策划：周莹、刘帆影
- 编剧：姜璐
- 美术指导：金宇
- 发行许可证：（粤）动审字[2017]第044号

片尾工作人员表
- 经营许可证：（粤）字第712号
- 制作统筹：钟炜、樊琳琳、叶雪冰
- 配音指导：张秉君、谭笑、张伟
- 配音演员：张茗、赵肖宇、周子瑜、刘思奇、李婉瑶、孟雨田、刘沛、缪莹莹、张汝柯、曹路瑶
- 助理策划：王晓君、张晓彤、王萌
- 助理编剧：林少英、唐文娟、王江、岳耀华、金子涵、朱慧、张文慧、解卫勇
- 模型指导：彭慧东、樊琳琳、孙晓艳、刘斌、钟蔚然、谢舒鹏、黄少成
- 动画指导：莫明亮、孔令涛、彭泉、范峻嘉、赵冠、张武阳、毛安送、黄刚、陈茂菁、李磊、方菁、宋亮亮
- 画面指导：丘志泓、常丽雯、肖银花、文翠霞、张雅蓓、陶小娟、彭斌、王成、陈彦宇、李佳、宋超、邰景国
- 剪辑指导：罗敏、王怀佩、马玉涛
- 美术设计：朱艳兰、叶丽莉、朱欣妍、邹玮琳
- 台本设计：王将臣、庄庆才、高原、庞广龙、李晓洁、瞿才佳、张玉龙、谢桂杰、肖红、孟琦、吴真、刘重阳、翁思格、陈志昊、余朝阳、陈伟鹏、王剑鹏、李州智、林琳、陈弋莎、刘畅、付开萍、卢美玲、叶剑、秦诗尧、颜萌、张新威、姚柯宏、李文慧
- 动画：刘浩、孙美羚、李小冬、王晓、杨小陵、杨小庆、张乾、苏丹丹、郑兰、王洋、高元骊、郑文娟、于立莲、夏春雨、潘泽惠、谭少伟、林俊德、杨博麟、董建云、刘晨希、包雪媛、周洋、汤杰、王勇、夏继伟、许海亮、陈意、杨靓靓、周峰、谢天舒、苏丹、魏光永、任玉洁、黄娉、林志敏、朱葛、杨丽、徐志芳、刘铁军、陈益、关爽、ト徐芳、李浩然、张强、李承章、杨丽、刘文龙、吴雨桐、张麟、陶慧妍、陈露茜、曾蕊、倪琴、徐晶、李强、赵春光、莫鸿梅、孙炳伟、薛承赋、赵俊鹏、陈辉、陈邓平、段静楠、高居阳、欧春林、徐尔佳、张武磊、苏晨辉、韩旭泽、左帅
- 绑定：华丁进、姜敏、李启凤、李凯、刘念、林玉英
- 建模：龙华、王睿、刘富华、李得富、陈正钧、缪成伟、刘贺林、孙玉晓、郑毛云、王树然、武星、黄湘缓、叶峰、王超、孟凡超、孙晓艳、黄立里、王芳、马伟键、张云龙、谢旻晖、蔡鑫洁、金巍、庞清林、黄世攀、喻欢欢、苗馨月、顾钦琰、赵文辉、赵凌云、刘晓静、杜楠、李娜、林俊杰、杜欣欣、范征、贺康富、黄泰安、秦燕华、王浩、韦鸿田、吴芳娜、陈思瑶、闫争、杨仁豪、玉苏华、曹甜甜、李明、张镇城、刘文玉
- 灯光：杨攀、龚子寅、钟兴茂、何宛珊、周利佳、梁晓冬、王冠雄、古胜、李湘娟、方丽、李鑫、杨潇、符晓玉、方敏、谷芳、高凡、张韬、杨其楚、谷强强、初智炜、卜丰淳、杨鹏
- 合成：王琰、李若莉、谢蓉蓉、侯兴玲、赵海东、陈素彦、龙凤娟、陈嘉成、方武飞、张晓明、张雪颖、王志涛、黄宇凡、徐仁杰、黄斌、胡飞、高俊、陆文馨、方晨、庄诗剑、王刚、黎涛、郑秋雯
- 特效：王康重、孔泽文、曹猛、吴伟民、李欣、杨珍英、何兴朝、吕红梅、毛嫚、赵卫东、虞旭发、张裕鑫、张程、欧阳鲸波、汪洋、孙涛、王杰、宋超、路晓光、方良福、苏榕隆、张旭初、申金茹、虞熙
- ＴＤ：梁宇、薛成章、贺英杰
- 质检：占桑得
- 剪辑：唐锦阳、黄燕萍、王颖、唐绪恒、易培、王晓慧、施家楠、唐洪、黄泽瑶
- 校对：黄燕萍、王颖、唐锦阳、王晓慧
- 音频编辑：秦早、李勇平、周蓉、高辉、唐伟、黎俊君、许晓莎、吴欣桐、陈俊威、向荣、王誉宸、赵刚、占伟帆、黎霞、兰尉林
- 复录：林慧丽、李淑平、彭利春、马莎、张吴镝
- 翻译：陈铭、龙晓丹、吕宝珊、董芊
- 方特动漫、深圳华强方特文化科技集团股份有限公司、华强方特（深圳）动漫有限公司、华强方特（芜湖）动漫有限公司 荣誉出品